# Antimykotikum
Antimykotikum (antimykotika i flertal) er den farmakologiske betegnelse for lægemidler, som har til formål at bekæmpe svampeinfektioner hos mennesker og dyr. Eksempler på sådanne infektioner omfatter ringorm, trøske, neglesvamp og vaginale svampeinfektioner, mens mere alvorlige systemiske svampeinfektioner omfatter invasiv candidiasis, aspergillose, kryptokokkose og histoplasmose.

## Virkningsmekanisme
Antimykotika udnytter forskelle imellem pattedyrsceller og svampens celler til at kunne slå svampencellerne ihjel. Da svampe, ligesom pattedyr, er eukaryote organismer, er det sværere at finde angrebspunkter for antimykotika end det er for antibiotika til bakterieinfektioner.
De fleste antimykotika virker ved at påvirke svampens cellemembraner. Dette kan opnås ved f.eks. at binde til eller hæmme syntesen af ergosterol, som er en kritisk komponent af svampens cellemembran.

## Grupper
Der findes flere grupper antimykotika:

### Polyener
Amphotericin B må administreres parenteralt og anvendes ved systemisk candiasis eller kryptokokkose. Nystatin anvendes ved svampeinfektioner i mundhulen, spiserøret eller på huden.
- Amphotericin B (Abelcet®, AmBisome®, Amphocil®, Fungizone®)
- Nystatin (Mycostatin®, Kenalog® Comp. med Mycostatin)

### Imidazoler
Anvendes kun ved udvortes svampeinfektioner og administreres topikalt.
- Clotrimazol (Canesten®)
- Econazol (Pevaryl®)
- Ketoconazol (Nizoral®)
- Miconazol (Brentan®)

### Triazoler
Anvendes ved systemiske svampeinfektioner eller alvorlige/behandlingsresistente udvortes svampeinfektioner. Administreres peroralt eller parenteralt.
- Fluconazol (Diflucan®)
- Itraconazol (Niddazol®, Sporanox®)
- Posaconazol (Noxafil®)
- Voriconazol (Vfend®)

### Allylaminer
Anvendes kun ved udvortes svampeinfektioner og administreres topikalt.
- Amorolfin (Loceryl®)
- Terbinafin (Finigen®, Funginix®, Lamisil®, Terbistad®)

### Echinocandiner
Echinocandinerne må administreres parenteralt og anvendes kun ved alvorlige systemiske svampeinfektioner som invasiv candidiasis og aspergillose.
- Anidulafungin (Ecalta®)
- Caspofungin (Cancidas®)
- Micafungin (Mycamine®)

### Andre
Flucytosin må administreres parenteralt og anvendes ved invasiv candidiasis og kryptokokkose, dog anvendes det ikke som monoterapi. Griseofulvin anvendes ved hud- og neglesvamp og administreres peroralt.
- Flucytosin (Ancotil®)
- Griseofulvin